# 2. ŽNL Dubrovačko-neretvanska 1999./2000.
Ovaj članak je podtema članka: 5. rang HNL-a 1999./2000.

2. ŽNL Dubrovačko-neretvanska u sezoni 1999./2000. je predstavljala drugi stupanj županijske lige u Dubrovačko-neretvanskoj županiji, te ligu petog stupnja hrvatskog nogometnog prvenstva. 
Sudjelovalo je osam klubova, a prvak je postao klub "Omladinac" iz Lastova.

## Momčadi
- Faraon – Trpanj
- Grk – Potomje
- Iskra – Janjina
- Omladinac – Lastovo
- Ponikve – Ponikve
- Putniković – Putniković
- Rat – Kuna Pelješka
- SOŠK 1919 – Ston

## Ljestvica
- poredak bez pojedinih neodigranih utakmica

| Poz. | Momčad                | U | P | N | I | G+ | G– | G+/– | Bod. | Nastavak natjecanja ili ispadanje |
| ---- | --------------------- | - | - | - | - | -- | -- | ---- | ---- | --------------------------------- |
| 1.   | Omladinac Lastovo (P) | 0 | ? | ? | ? | ?  | ?  | —    | 32   | 1. ŽNL                            |
| 2.   | Rat                   | 0 | ? | ? | ? | ?  | ?  | —    | 28   |                                   |
| 3.   | SOŠK 1919 Ston        | 0 | ? | ? | ? | ?  | ?  | —    | 25   |                                   |
| 4.   | Ponikve               | 0 | ? | ? | ? | ?  | ?  | —    | 22   |                                   |
| 5.   | Grk                   | 0 | ? | ? | ? | ?  | ?  | —    | 14   |                                   |
| 6.   | Putniković            | 0 | ? | ? | ? | ?  | ?  | —    | 11   |                                   |
| 7.   | Faraon                | 0 | ? | ? | ? | ?  | ?  | —    | 9    |                                   |
| 8.   | Iskra                 | 0 | ? | ? | ? | ?  | ?  | —    | 7    |                                   |

## Rezultatska križaljka
| kratica | klub       | GRK | PUT | RAT | OML | FAR | ISK | PON | SOŠK |  |
| --- | ---------- | --- | --- | --- | --- | --- | --- | --- | ---- |  |
| GRK | Grk        |     |     |     |     |     |     |     |      |  |
| PUT | Putniković |     |     |     |     |     |     |     |      |  |
| RAT | Rat        |     |     |     |     |     |     |     |      |  |
| OML | Omladinac  |     |     |     |     |     |     |     |      |  |
| FAR | Faraon     |     |     |     |     |     |     |     |      |  |
| ISK | Iskra      |     |     |     |     |     |     |     |      |  |
| PON | Ponikve    |     |     |     |     |     |     |     |      |  |
| SOŠK | SOŠK Ston  |     |     |     |     |     |     |     |      |  |
| |            |     |     |     |     |     |     |     |      |  |
| podebljan rezltat - igrano u prvom dijelu lige (1. – 7. kolo) rezultat normalne debljine - igrano u drugom dijelu lige (8. – 14. kolo) rezultat nakošen - nije vidljiv redoslijed odigravanja međusobnih utakmica iz dostupnih izvora prekrižen rezultat - poništena ili brisana utakmica p - utakmica prekinuta p.f. - rezultat 3:0 bez borbe |            |     |     |     |     |     |     |     |      |  |

 Izvori: 